# Striga masuria
Striga masuria är en snyltrotsväxtart som först beskrevs av Buch.-ham. och George Bentham, och fick sitt nu gällande namn av George Bentham. Striga masuria ingår i släktet Striga och familjen snyltrotsväxter. Inga underarter finns listade i Catalogue of Life.